# Dal bhat

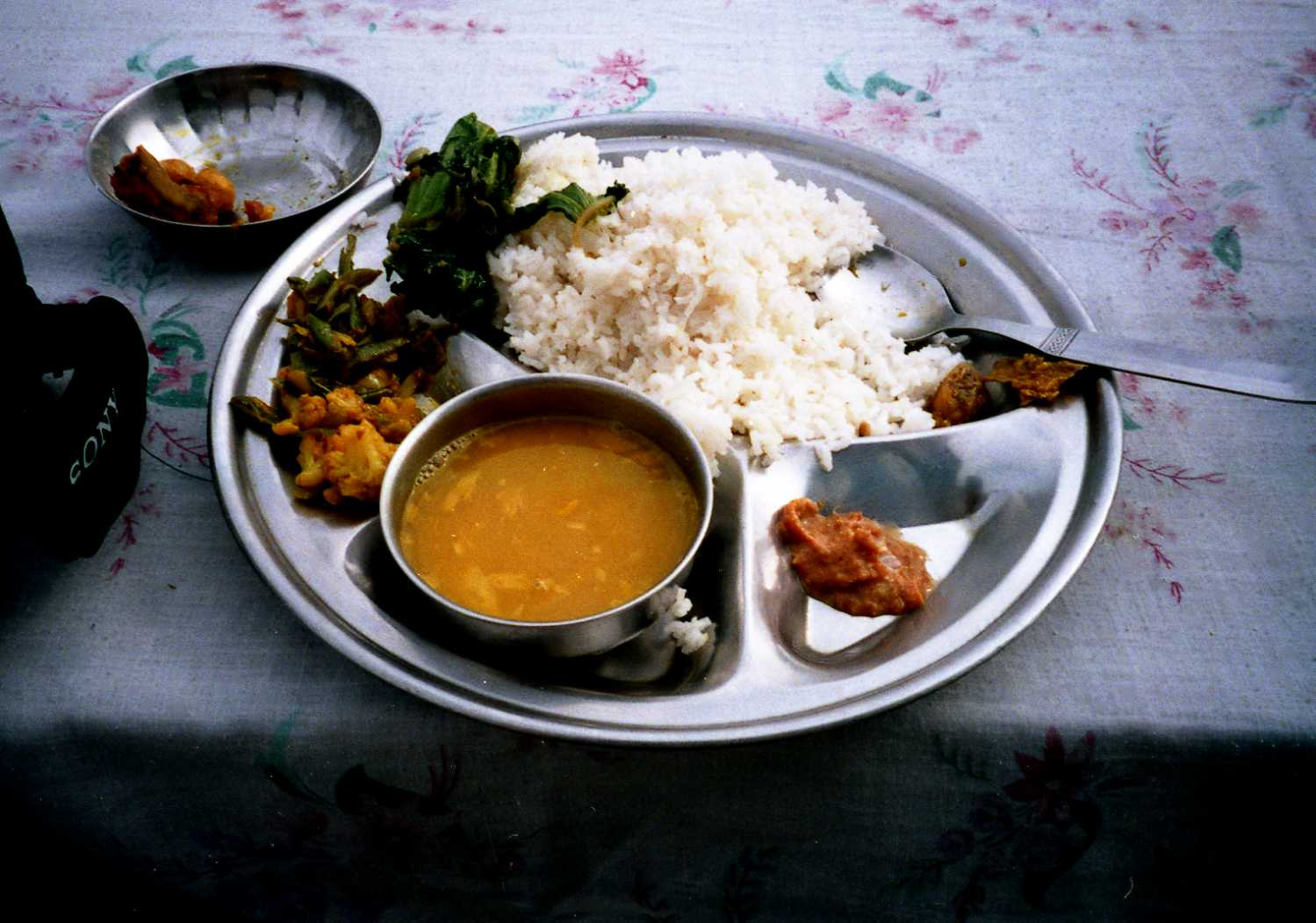
Dal bhat

Dal Bhat (nepalski: दालभात) to tradycyjny nepalski posiłek składający się z gotowanego lub parowanego ryżu, Bhat, oraz zupy z soczewicy, Dal. Jest powszechnie spożywany dwa razy dziennie: rano i wczesnym wieczorem.
Bhat oznacza gotowany ryż. Na większych wysokościach, gdzie ryż nie rośnie dobrze, wykorzystuje się także inne uprawy jak: makai (kukurydza), fapar (kasza gryczana), jau (jęczmień) lub kodo (proso), które po ugotowaniu określa się jako atho lub dhido. Dodatkiem do Bhat może być  także roti lub chapati (okrągły przaśny chleb).
Dal może być gotowany z pomidorami, cebulą, chili, tamaryndowcem, czosnkiem, czy imbirem, jako dodatek do soczewicy lub fasoli. Zawsze zawiera zioła i przyprawy takie jak kolendra, kminek, czy kurkuma (szafran indyjski). Przepisy różnią się w zależności od sezonu, miejscowości, grupy etnicznej i rodziny.
Dal Bhat jest zawsze podawany z tarkari – mieszanką dostępnych sezonowych warzyw. Jest również nazywany Dal tarkari bhat (दाल भात तरकारी). Dodatkiem mogą być również jogurt lub mięso z kurczaka, kozy, czy ryby. Potrawa zawiera zwykle niewielką ilość chutney lub marynaty (zwanej achar).